# Hymenoscyphus lacteus
Hymenoscyphus lacteus är en svampart som först beskrevs av Mordecai Cubitt Cooke, och fick sitt nu gällande namn av Carl Ernst Otto Kuntze 1898. Hymenoscyphus lacteus ingår i släktet Hymenoscyphus och familjen Helotiaceae.   Inga underarter finns listade i Catalogue of Life.